# Nyeshia Stevenson
Nyeshia Stevenson (Little Rock, 21 marzo 1988) è un'ex cestista statunitense.

## Carriera
È stata selezionata dalle Phoenix Mercury al terzo giro del Draft WNBA 2010 (36ª scelta assoluta).